# Lilija Airatowna Biktagirowa

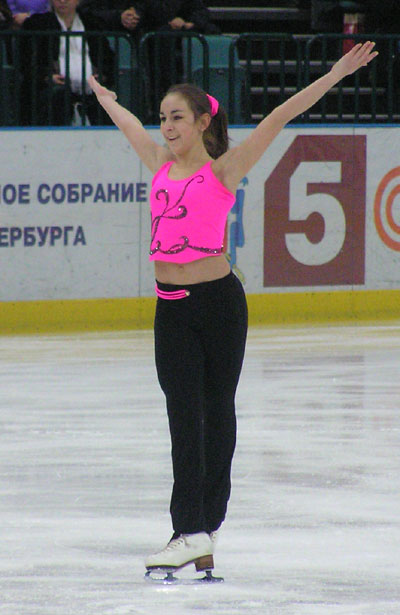
Biktagirowa während der russischen Meisterschaften 2005

Lilija Airatowna Biktagirowa (russisch Лилия Айратовна Биктагирова, * 1. Dezember 1990 in Moskau, Sowjetunion) ist eine russische ehemalige Eiskunstläuferin, die im Einzellauf startete.
Biktagirowa begann im Alter von drei Jahren mit dem Eiskunstlaufen, da ihre Mutter diesen Sport gerne mochte. Sie startete für ZSKA Moskau und trainierte bei Swetlana Sokolowskaja.
| Wettbewerb/Wintersaison     | 03-04 | 04-05 | 05-06 | 06-07 | 07-08 |
| --------------------------- | ----- | ----- | ----- | ----- | ----- |
| Juniorenweltmeisterschaften | –     | 13.   | –     | –     |       |
| Russische Meisterschaften   | 10.   | 3.    | 3.    | –     | 9.    |